# Atherina
Atherina oder Sandstinte sind eine Fischgattung der Altweltlichen Ährenfische, die in Schwärmen im Ostatlantik und dem Mittelmeer anzutreffen ist.

## Merkmale
Die Fische der Gattung Atherina haben einen gestreckten, schlanken Körper mit einem deutlich sichtbaren Seitenband. Das Auge ist etwa so groß wie das Maul lang ist. Die größten Arten werden bis zu 20 Zentimeter lang.

## Vorkommen und Lebensweise
Sandstinte sind im Atlantik von Südafrika bis zum Kattegat sowie im Mittelmeer, im Schwarzen Meer und im Kaspischen Meer anzutreffen. Sie bewohnen als Schwarmfische den küstennahen Bereich und die Flachwasserzone (Epipelagial) vorgelagerter Inseln, im Mittelmeer auch häufig meeresnahe Lagunen und Mündungsgebiete der Flüsse (Brackwasser). Sie ernähren sich von Planktonorganismen, Kleinkrebsen und Fischlarven.
Die Fortpflanzungszeit der Fische reicht in den kälteren Regionen von Frühjahr bis Sommer.

## Fossilien
Es gibt relativ viele unterschiedliche fossile Belege für Atherina durch versteinerte Skelette. Es wurden Fossilien aus dem Messinium (etwa 7 bis 5 Mio. Jahre alt) gefunden, die der heute lebenden Art Atherina boyeri zugeordnet werden. Weitere acht fossile Arten stammen aus dem Miozän (etwa 23 bis 5 Mio. Jahre alt). Sie lebten im (Paleo-)Mittelmeer und im Paratethys, einem erdgeschichtlichen Randmeer Eurasiens mit wechselnden Salzgehalten.

## Systematik

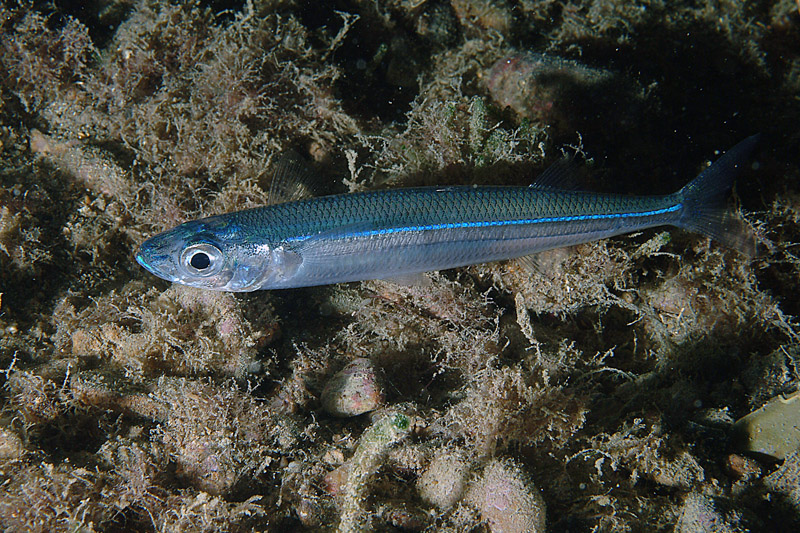
Atherina hepsetus

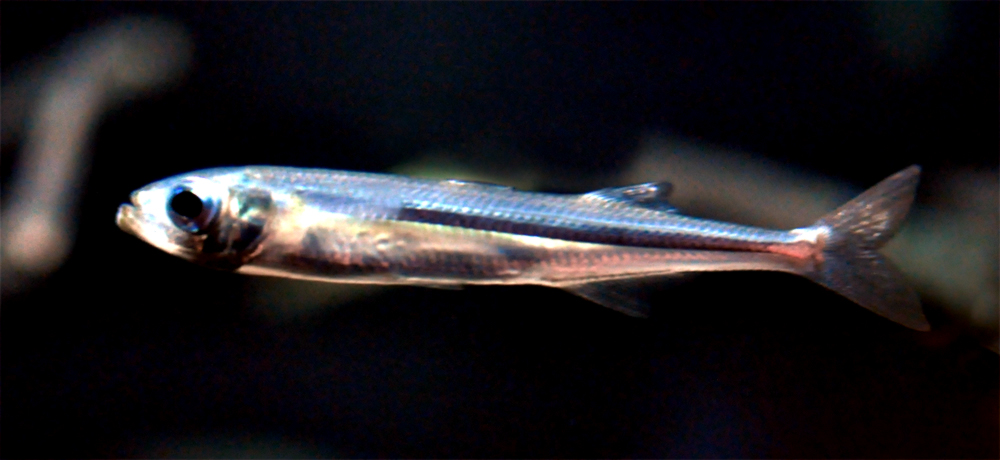
Atherina presbyter

In der Gattung sind fünf rezente Arten zusammengefasst:
- Atherina boyeri Risso, 1810 aus dem Ostatlantik, Mittelmeer, Schwarzen Meer und Kaspischen Meer
- Atherina breviceps Valenciennes, 1835 aus den Meeren des südlichen Afrika
- Atherina hepsetus Linnaeus, 1758 (Typusart) aus dem Ostatlantik, Mittelmeer und Schwarzen Meer
- Atherina lopeziana Rossignol & Blache, 1961 aus dem Ostatlantik
- Atherina presbyter Cuvier, 1829 aus dem Ostatlantik und dem Mittelmeer

Fossile Arten, die ebenfalls in die Gattung Atherina gestellt werden:
- Atherina atropatiensis Carnevale, Abbasi, Alimohammadian & Reichenbacher, 2011 aus dem Tabriz-Becken
- Atherina cavalloi Gaudant, 1979 aus dem Paleo-Mittelmeer
- Atherina impropria Switshenskaja, 1973 östliches Paratethys
- Atherina prima Switshenskaja, 1959 östliches Paratethys
- Atherina sarmatica Gorjanovic-Kramberger, 1891 zentrales Paratethys
- Atherina suchovi Switshenskaja, 1973 östliches Paratethys
- Atherina sumgaitica Switshenskaja, 1973 östliches Paratethys
- Atherina schelkovnikovi Bogachev, 1936 östliches Paratethys

## Wirtschaftliche Bedeutung

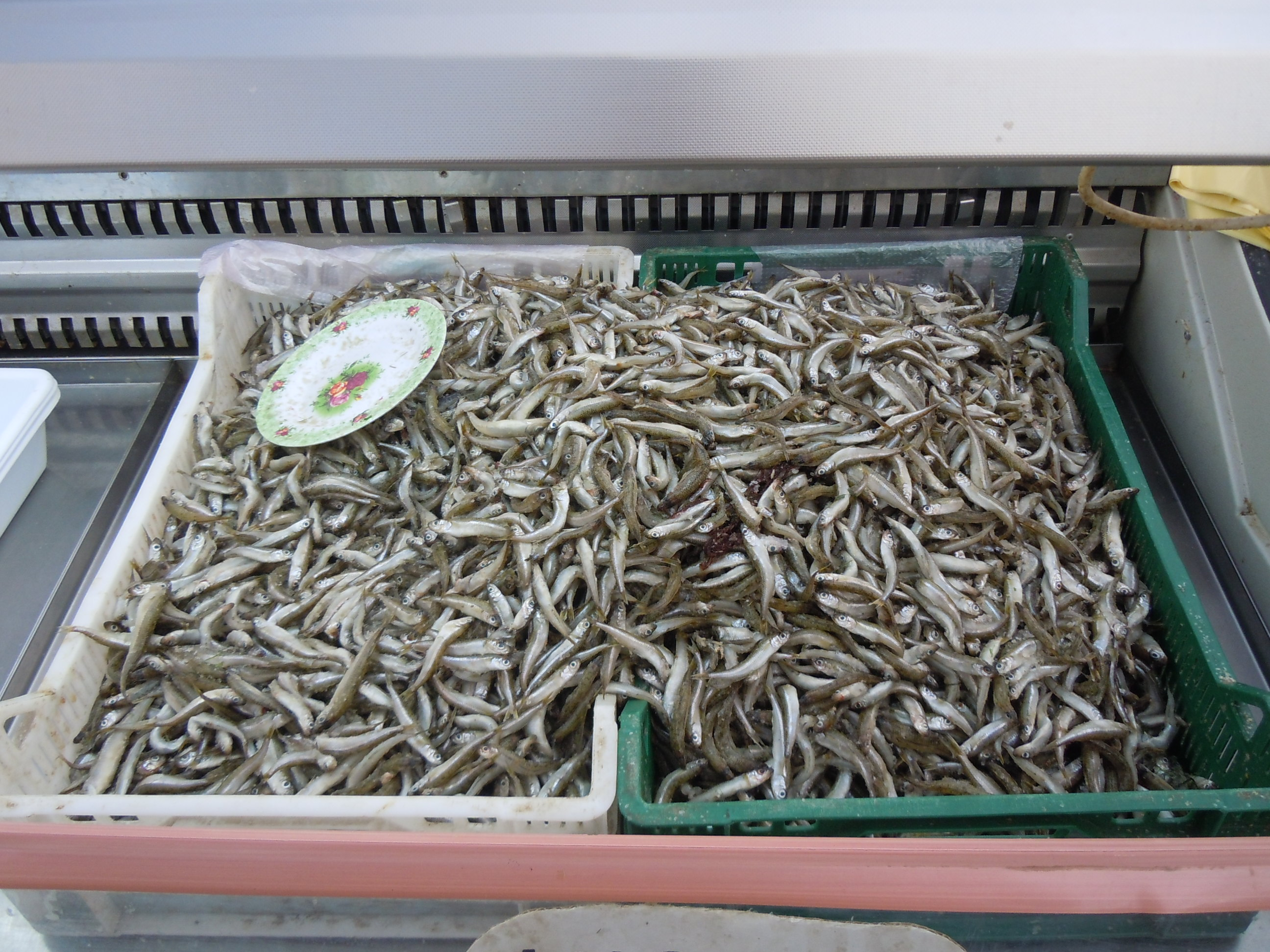
Sandstinte auf einem Markt in Odessa

Diese kleinen Ährenfische werden in Massen gefangen und unterschiedlich verarbeitet: zu Fischmehl, getrocknet als Hunde- und Katzenfutter, oder als Angelköder. Im Mittelmeerraum werden Sandstinte auch frittiert gegessen.